# Saheb Al-Abdulla
Saheb Al-Abdulla (in arabo صاحب العبدالله‎?; 21 giugno 1977) è un ex calciatore saudita, di ruolo centrocampista.

## Carriera

### Club
Ha giocato per tutta la carriera nel campionato saudita.

### Nazionale
Con la maglia della Nazionale ha preso parte alla Coppa d'Asia nel 2004.